# Вороцівська сільська рада
Вороцівська сільська рада — колишній орган місцевого самоврядування у Яворівському районі Львівської області. Адміністративний центр — село Вороців.

## Загальні відомості
Вороцівська сільська рада утворена в 1939 році.
Територією ради протікає річка Домажир.

## Населені пункти
Сільській раді були підпорядковані населені пункти:
- с. Вороців
- с. Карачинів
- с. Паланки
- с. Солуки

## Склад ради
Рада складалася з 16 депутатів та голови.

### Керівний склад попередніх скликань
| ПІБ                        | Основні відомості                                                                                | Дата обрання | Дата звільнення |
| -------------------------- | ------------------------------------------------------------------------------------------------ | ------------ | --------------- |
| Цебрик Мирон Володимирович | Сільський голова, 1959 року народження, безпартійний                                             | 26.03.2006   | 31.10.2010      |
| Перун Ірина Михайлівна     | Сільський голова, 1961 року народження, освіта незакінчена вища, Політична партія «Наша Україна» | 31.10.2010   |                 |

Примітка: таблиця складена за даними джерела